# Vinebre (kommunhuvudort)
Vinebre är en kommunhuvudort i Spanien.   Den ligger i provinsen Província de Tarragona och regionen Katalonien, i den östra delen av landet, 400 km öster om huvudstaden Madrid. Vinebre ligger 52 meter över havet och antalet invånare är 448.
Terrängen runt Vinebre är kuperad åt sydost, men åt nordväst är den platt. Vinebre ligger nere i en dal. Runt Vinebre är det glesbefolkat, med 10 invånare per kvadratkilometer. Närmaste större samhälle är Ascó, 1,9 km väster om Vinebre. 